# Западноафриканский огненный бархатный ткач
Западноафрика́нский о́гненный ба́рхатный ткач (лат. Euplectes franciscanus) — вид птиц семейства ткачиковых (Ploceidae).

## Описание
Птица длиной 13—15 см. У самца яркое красно-чёрное оперение. Окраска оперения самки неприметная, серо-коричневого цвета с полосами. Грудь и брюхо от жёлтого до белёсого цвета с немного тёмными полосами.

## Распространение
Область распространения в Африке простирается от Сахары на юг до экватора, от Сенегала до Эфиопии. Птица обитает на лугах вблизи источников воды. Птицы была завезена на некоторые острова Карибского моря, таких как Пуэрто-Рико, Мартиника, Гваделупа и другие.

## Питание
Птица питается семенами и насекомыми.

## Размножение
Вне периода размножения птицы живут в больших стаях. Они гнездятся в небольших колониях. Самец строит часто несколько гнёзд, чтобы привлечь таким образом несколько самок. В кладке 2—4 яйца.